# Zoopage cladosperma
Zoopage cladosperma är en svampart som beskrevs av Drechsler 1936. Zoopage cladosperma ingår i släktet Zoopage och familjen Zoopagaceae.   Inga underarter finns listade i Catalogue of Life.